# Fritz Schär
Fritz Schär (13. marts 1926 i Kaltenbach – 29. september 1997 i Frauenfeld) var en schweizisk cykelrytter, som i 1953 vandt den første grønne pointtrøje nogensinde i Tour de France. Han sluttede også på en tredjeplads sammenlagt i Tour de France 1954.